# Beimerstetten

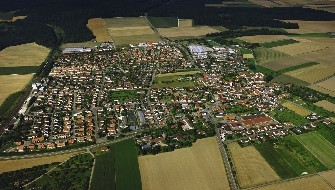
Luftbild von Beimerstetten

Beimerstetten ist eine Gemeinde im Alb-Donau-Kreis in Baden-Württemberg.

## Geographie
Beimerstetten liegt auf der Ulmer Flächenalb, einem Teil der Schwäbischen Alb, rund zehn Kilometer nördlich von Ulm.

### Nachbargemeinden
Die Gemeinde grenzt im Norden an Westerstetten und Breitingen, im Osten an Bernstadt und die Stadt Langenau, im Süden an die Stadt Ulm und im Westen an Dornstadt.

### Gemeindegliederung
Zur Gemeinde gehören neben Beimerstetten die Teilorte Eiselau und Hagen.

### Schutzgebiete
Beimerstetten hat Anteil am Landschaftsschutzgebiet Ofenloch-Hagener Tobel sowie an den FFH-Gebieten Kuppenalb bei Laichingen und Lonetal und Hungerbrunnen-, Sacken- und Lonetal.

## Geschichte

### Mittelalter
Urkundlich erstmals 1377 erwähnt, dürfte der Ort bereits im 10. Jahrhundert n. Chr. gegründet worden sein und lag zur Zeit des Hochmittelalters im Gebiet des Herzogtums Schwaben.
Im späten Mittelalter war der Ort Bestandteil der Herrschaft Albeck und gelangte mit dieser 1385 zur Reichsstadt Ulm, in deren Herrschaftsbereich der Ort bis 1802 verblieb.

### Neuzeit
1635 brannten die Sieger der Schlacht bei Nördlingen das Dorf nieder. 1688 und 1707 erlitt der Ort dasselbe Schicksal, diesmal verübt von Truppen der Franzosen.
1803 fiel Beimerstetten an das Kurfürstentum Bayern. 1810 wurde der Ort auf Grund des Grenzvertrags von 1810 vom Königreich Bayern an das Königreich Württemberg abgetreten und war zunächst dem Oberamt Albeck zugeordnet. 1819 wurde Beimerstetten dem Oberamt Ulm angegliedert.
Nach der 1850 erfolgten Eröffnung der Filstalbahn durch die Königlich Württembergischen Staats-Eisenbahnen wurde Beimerstetten als höchster Punkt des Albübergangs (587 m) bekannt.
Bei der Kreisreform während der NS-Zeit in Württemberg kam Beimerstetten 1938 zum Landkreis Ulm.
1945 wurde der Ort Teil der Amerikanischen Besatzungszone und gehörte somit zum neu gegründeten Land Württemberg-Baden, das 1952 im jetzigen Bundesland Baden-Württemberg aufging. Seit der Kreisreform von 1973 ist Beimerstetten Teil des Alb-Donau-Kreises.
In den letzten Jahren hat sich die Gemeinde, bedingt durch die verkehrsgünstige Lage und die Nähe zum Oberzentrum Ulm, von einem ehemals landwirtschaftlich geprägten Ort zu einer modernen Wohngemeinde mit einem breiten Angebot an Arbeitsplätzen gewandelt.

### Religion
Der 31 Meter hohe Kirchturm der evangelischen Petruskirche ist das weithin sichtbare Kennzeichen des seit der Reformation evangelisch geprägten Ortes. Die evangelische Kirchengemeinde Beimerstetten liegt im Kirchenbezirk Ulm der Württembergischen Landeskirche.
Für die überwiegend in der Nachkriegszeit dazugekommenen Katholiken wurde 1969 die Kirche St. Martin in Beimerstetten errichtet, die von der Kirchengemeinde St. Ulrich in Dornstadt betreut wird und zu einer Seelsorgeeinheit im Dekanat Ehingen-Ulm gehört.
Die Neuapostolische Kirche hatte seit den 1950er Jahren ein eigenes Kirchenlokal in der Friedenstraße, das 1980 durch einen Neubau in der Straße „Hinter den Gärten“ ersetzt wurde. Organisatorisch gehört die neuapostolische Kirchengemeinde zum Kirchenbezirk Ulm im Apostelbereich Ulm innerhalb der Neuapostolischen Kirche Süddeutschland.

## Politik

### Verwaltungsgemeinschaft
Die Gemeinde gehört der Vereinbarten Verwaltungsgemeinschaft Dornstadt an. Einziger Aufgabenpunkt der VG ist die Erstellung bzw. Fortschreibung des Flächennutzungsplanes.

### Gemeinderat
In Beimerstetten wird der Gemeinderat nach dem Verfahren der unechten Teilortswahl gewählt. Dabei kann sich die Zahl der Gemeinderäte durch Überhangmandate verändern. Die Kommunalwahl am 26. Mai 2019 führte zu folgendem vorläufigen Endergebnis. Der Gemeinderat besteht aus den gewählten ehrenamtlichen Gemeinderäten und dem Bürgermeister als Vorsitzendem. Der Bürgermeister ist im Gemeinderat stimmberechtigt. Die Wahlbeteiligung betrug 68,0 %.
| Aktive Bürger für Beimerstetten | 7 Sitze | 49,1 % | (2014: 61,1 %, 8 Sitze) |
| Zukunft für Beimerstetten       | 7 Sitze | 50,9 % | (2014: 38,9 %, 5 Sitze) |

### Bürgermeister
Bürgermeister ist seit 2007 Andreas Haas. 2015 und 2023 wurde er wiedergewählt, 2023 mit 74,6 % der Stimmen.

### Wappen
Das Landratsamt des Alb-Donau-Kreises hat 1981 der Gemeinde Beimerstetten das Recht verliehen, das Wappen und eine Flagge in den Farben „grün-weiß bzw. grün-silber“ zu führen. Die Farben sind in einem Schreiben der Landesarchivdirektion Baden-Württemberg aufgeführt.

## Kultur und Sehenswürdigkeiten
Die Umgebung bietet viele Möglichkeiten zum Radfahren oder Wandern – bekannt ist das Landschaftsschutzgebiet Hagener Tobel.

## Wirtschaft und Infrastruktur

### Verkehr
Der Bahnhof Beimerstetten liegt an der Filstalbahn von Stuttgart nach Neu-Ulm. Im Stundentakt verkehren Metropolexpress-Züge nach Ulm und Stuttgart. Überregionale Straßenanbindungen bestehen über die nahegelegenen Autobahnen A 7 (Langenau) und A 8 (Ulm-West) sowie die Bundesstraße 10.
Durch eine Alltagsroute aus dem Radnetz Baden-Württemberg ist Beimerstetten über Westerstetten, Lonsee und Amstetten mit Geislingen an der Steige und in der anderen Richtung mit Ulm verbunden, über dessen Stadtteil Jungingen.

### Bildung
In Beimerstetten gibt es eine Grundschule. Im benachbarten Dornstadt befinden sich eine Hauptschule, eine Realschule und eine Sonderschule. Alle weiterführenden Schulen stehen im nahen Ulm zur Verfügung.

## Söhne und Töchter der Gemeinde
- Walther Schieber (1896–1960), Chemiker, SS-Brigadeführer, NSDAP-Gauwirtschaftsberater und Stellvertreter von Albert Speer im Reichsrüstungsministerium